# 布瑞肯力治區 (昆士蘭州)
布瑞肯力治是布里斯本市內北部的市轄區。

## 外部連結
- University of Queensland: Queensland Places: Bracken Ridge （页面存档备份，存于）

27°19′08″S 153°02′02″E / 27.319°S 153.034°E